# Handong Global University
Handong Global University (Koreaans: 한동대학교, Hanja: 韓東大學校) is een private onderwijsinstelling in Pohang in Zuid-Korea.
Hangong Global University (HGU) streeft er naar eigen zeggen naar om een innovatieve wereldse universiteit op het gebied van leiderschap te zijn die 21-eeuwse leiders voor Korea en de rest van de wereld opleidt. Het motto dat zij hierbij handhaven is: “Waarom zouden we de wereld niet veranderen?”. Om dit doel na te streven, probeert de universiteit academische kennis te combineren met moraliteit, sociale ontwikkeling en computerkennis. Ook christelijke toewijding, interdisciplinaire vakken en een globaal perspectief proberen zij te benadrukken. 

## Geschiedenis
In 1995 werd de instelling opgericht onder de naam Handong University, en werd de eerste directeur, Dr. Young-gil Kim, geïnaugureerd. De universiteit had op dat moment ongeveer vierhonderd studenten. In het jaar daarop dat daarop volgde werden 560 studenten toegelaten en werd de universiteit verkozen tot de “Best School for Education Reform” door het Koreaanse Ministerie van Onderwijs. In 1997 nam het aantal eerstejaars studenten toe en werden er zeshonderd nieuwe studenten toegelaten. In de daaropvolgende jaren bleef dit aantal stijgen en werd de “Handong International Foundation” opgericht. In het jaar 1999 studeerden de eerste 76 studenten af aan de Handong University en werden de eerste bachelor opleidingen opgericht, waaronder “Information Technology”. In 2000 werd de naam van de universiteit veranderd van “Handong University” naar “Handong Global University”, beter bekend als de HGU. In de daaropvolgende jaren werden verschillende interne opleidingen opgericht, werd het bachelor/master systeem aangepast en werd de “Global EDISON Academy” opgericht. In februari 2013 werd de eerste directeur van de HGU, Dr. Young-gil Kim, opgevolgd door directeur Soon-heung Chan. Momenteel is hij tevens de directeur van de HGU. 

## Studenten
Bij de HGU studeren ongeveer 3500 studenten, afkomstig van 62 verschillende landen. De universiteit heeft daardoor een internationaal karakter. Het grote aanbod van verschillende programma’s aan de universiteit is op zowel bachelor als master niveau te volgen. Het bachelor programma is onderverdeeld in twaalf verschillende scholen: de “Global Leadership School”, de school van Internationale Studies, de school voor Talen, Literatuur en Communicatie en ten slotte Kunst en Wetenschap. Ook beschikt de HGU over een school voor Psychologie en Sociale Welvaart, een school voor Plaatselijk Klimaat, Industrieel ontwerp, een school voor Levenswetenschappen, Computerwetenschappen, Mechanische Techniek en ten slotte de “Global Edison Academie”. Doordat de HGU meer dan een kwart van haar colleges in het Engels aanbiedt, krijgt de universiteit naar eigen zeggen een internationaal karakter. Deze Engelstalige vakken zijn onder andere: “Information Technology”, “Global Management and Business”, “US and International Law”, “Psychology” en Koreaans, wat immers de nationale taal is.  

## Afstuderen
Om af te studeren aan de HGU moet een student 140 studiepunten (Europeaan credits) hebben behaald. Hiervan moeten minimaal 33 punten behaald zijn in de hoofdvakken. 21 punten moeten afkomstig zijn van de ‘Liberal Arts’, 12 punten vanuit de Koreaanse taal, 9 punten vanuit Christelijke studies en 8 punten dienen behaald te zijn bij het departement Computer Studies. Daarnaast moeten studenten om te kunnen afstuderen zes semesters hebben bijgewoond bij kerkelijke missen en dienen er lessen te zijn gevolgd in zowel de Engelse als Koreaanse Taal. Verder is het relevant dat er verplichte vakken zijn gevolgd in leiderschapstrainingen, persoonlijke ontwikkeling en literatuur. 
De bachelor programma’s worden aangeboden door zeven verschillende scholen binnen de HGU. Hoewel de bachelor programma’s per school verschillen, benadrukken vrijwel alle programma’s actieve betrokkenheid van studenten. Christelijke toewijding en waarden staan naast oplossingsgericht denken met praktijkgerichte kennis centraal. Ook wordt het creatief en kritisch denkvermogen gestimuleerd, evenals als het doen van onderzoek op het gebied van ontwikkelingslanden. Bij de HGU zijn zo’n 700 studenten gedurende ieder semester betrokken bij ontwikkelingsprojecten in ontwikkelingslanden in Afrika, Zuid-Amerika en Azië. 

## Alumni
Het feit dat studenten van de HGU in een streng academisch programma opgeleid worden, heeft ertoe geleid dat verschillende studenten momenteel studeren aan de grote internationale gerenommeerde universiteiten zoals Harvard, Yale, Columbia en Seoul Nationale Universiteit. Onder de afgestudeerde studenten is een groot deel werkzaam bij grote internationale firma’s zoals IBM, Microsoft, Yahoo en Google. 

## Academische faciliteiten
De HGU beschikt over zeven academische gebouwen met daarin zeventig moderne lokalen, die allemaal zijn voorzien van multimediale en computer geassisteerde functies. De universiteitsbibliotheek heeft een archief dat gesitueerd is op de eerste verdieping van het hoofdgebouw. Deze bibliotheek bestaat uit drie computerzalen, vier grote studieruimten en verschillende kleinere studieruimten die bedoeld zijn voor kleinere studiegroepen. Daarnaast beschikt de HGU over twaalf computerruimten die zijn uitgerust met internet. Doordat de HGU naar eigen zeggen een leidinggevend karakter heeft en haar studenten als toekomstige leider tracht op te leiden, benadrukken zij een campusleven waarbij studenten nauw bij elkaar betrokken zijn. Op deze manier worden studenten gedwongen om te participeren in verscheidene sociale activiteiten en verplichte leiderschapstrainingen, waardoor zij op een natuurlijke manier leren samen te werken.  

## Bachelorprogramma's
- School voor Mondiaal Leiderschap
- School voor Internationale Studies, Taal en Literatuur
- School voor Management en Economie
- School voor Communicatie, Kunst en Wetenschap
- School voor Industrieel en Media Ontwerp
- School voor Ruimtelijke Ordening
- School voor Mechanische en Controle Systeem Ontwikkeling
- School voor de Levenswetenschappen
- School voor de Computer Wetenschap
- School voor de Rechten
- School voor Sociale Welvaart

## Masteropleidingen
- Internationaal recht
- Informatietechnologie
- Biotechnologie
- Mechanische en controlesysteemontwikkeling
- Ruimtelijk ontwerp en ontwikkeling
- Mondiaal management
- Tolken en vertaling